# 何士讓
何士讓（1369年—？），江西臨江府新淦縣人，明朝政治人物、進士出身。

## 生平
江西鄉試第七十四名。建文二年（1400年）庚辰科會試第四十五名，殿試登進士二甲第七名。

## 家族
曾祖何道升，祖父何季文，父何漠明。